# Колда (область)
Колда́ (фр. Kolda) — область в Сенегалі. Адміністративний центр - місто Колда. Площа - 13 718 км², населення - 582 100 чоловік (2010 рік).

## Географія
На заході межує з областю Седіу, на сході з областю Тамбакунда, на півночі з Гамбією, на півдні з Гвінеєю-Бісау, на південному сході з Гвінеєю.
На території області бере свій початок Бінтан-Болон - найбільша притока річки Гамбія.  Бінтан-Болон  тече по території області в західному напрямку і тут же впадає до Гамбії.
Історична її назва - Верхній Казаманс. В 2008 році із західних районів Колда була створена нова область Седіу.

## Адміністративний поділ
Адміністративно область поділяється на 3 департаменти:
- Колда
- Медина-Йоро-Фула
- Велінгара